# Játra (pokrm)

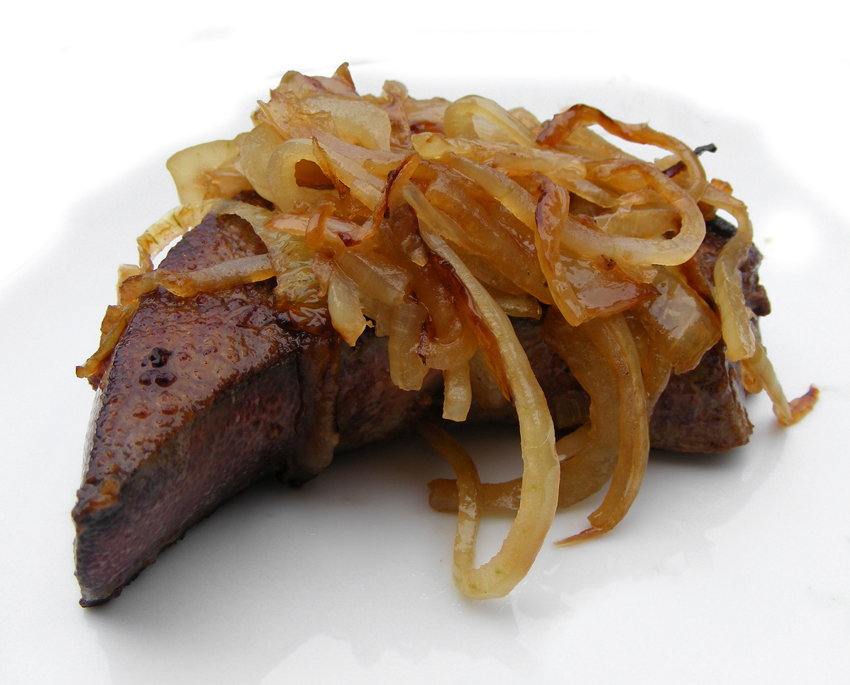
Restovaná vepřová játra s cibulí

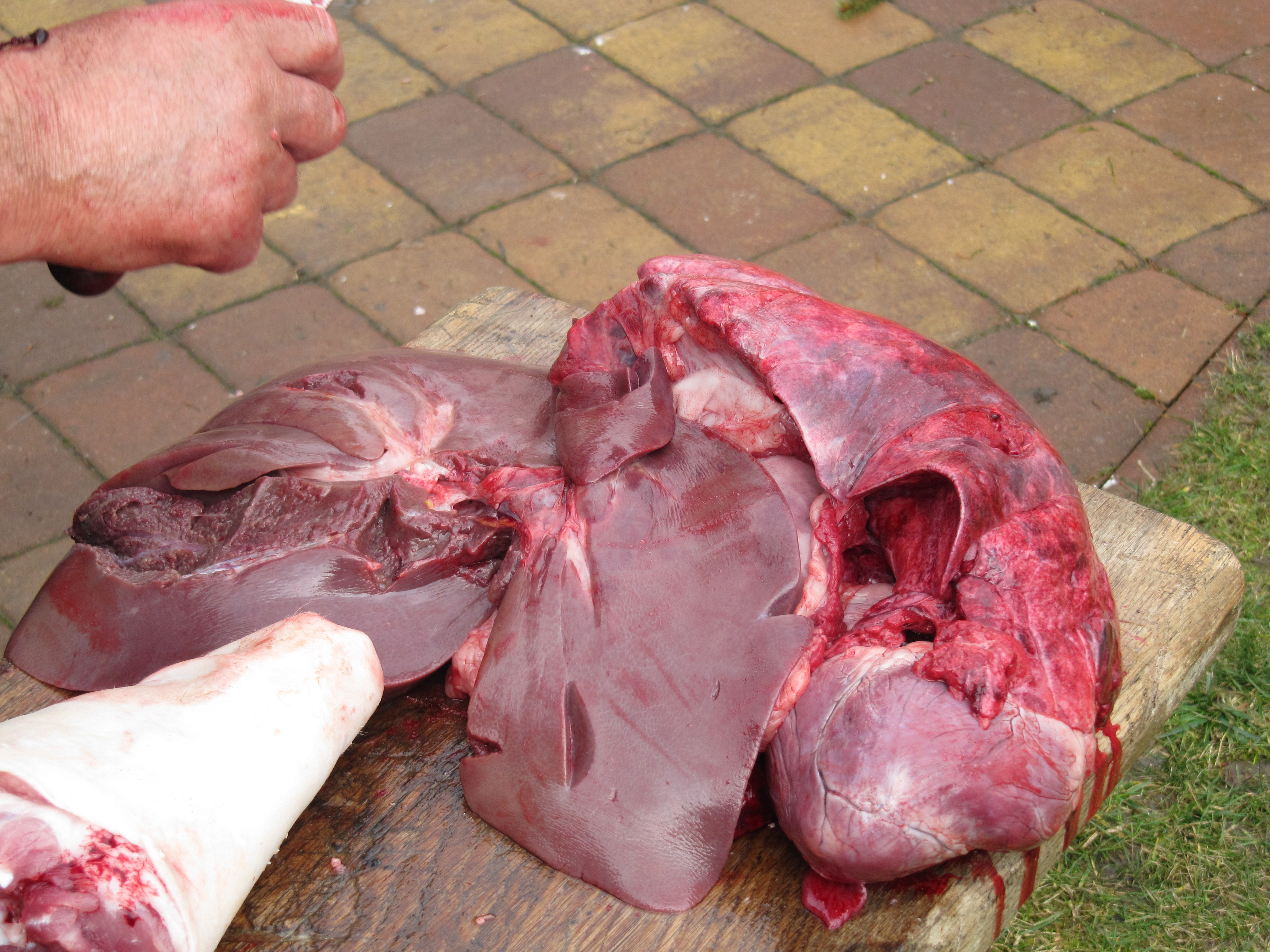
Syrová vepřová játra a plíce během moravské zabijačky

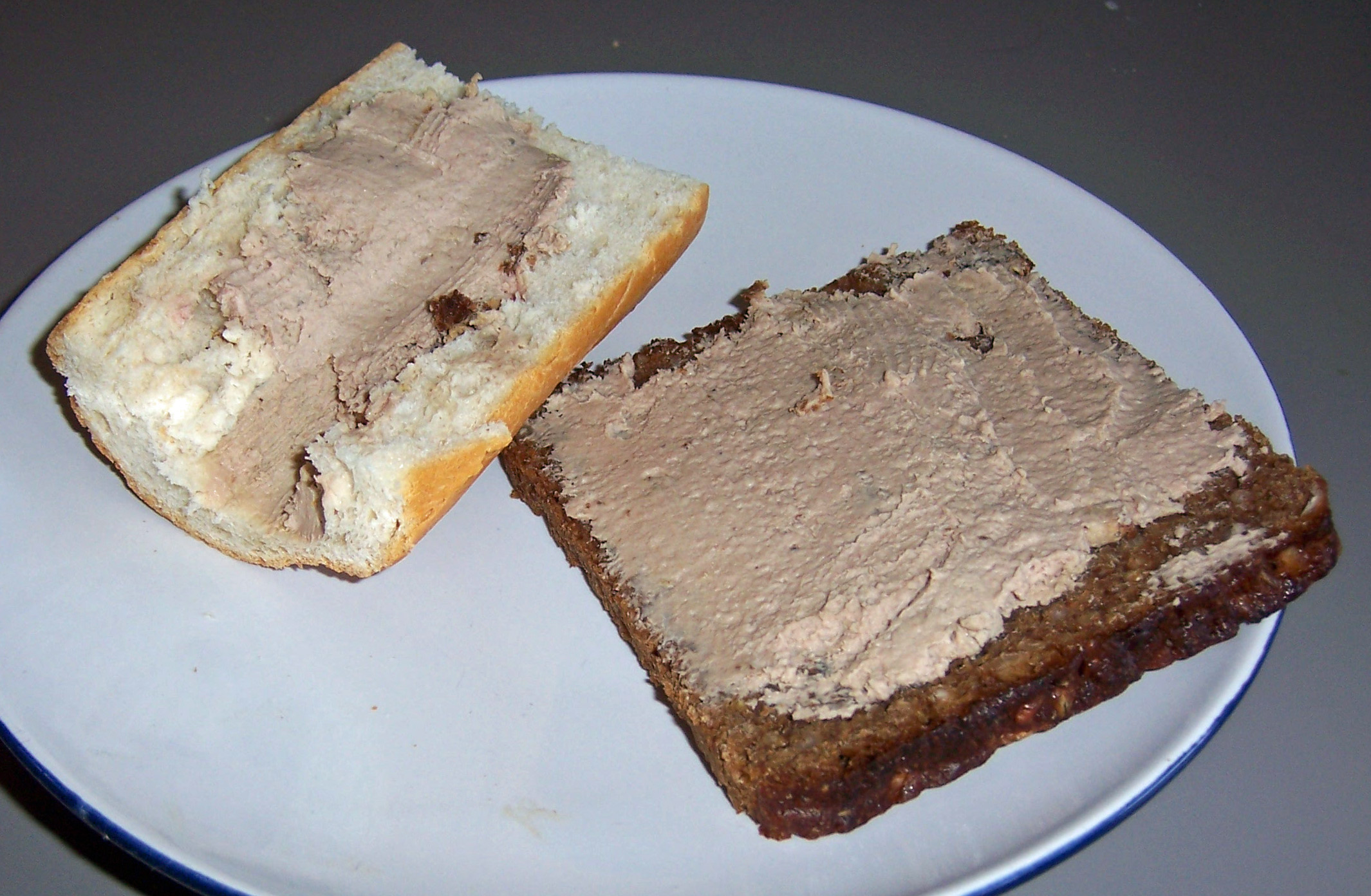
Chleby s játrovou paštikou

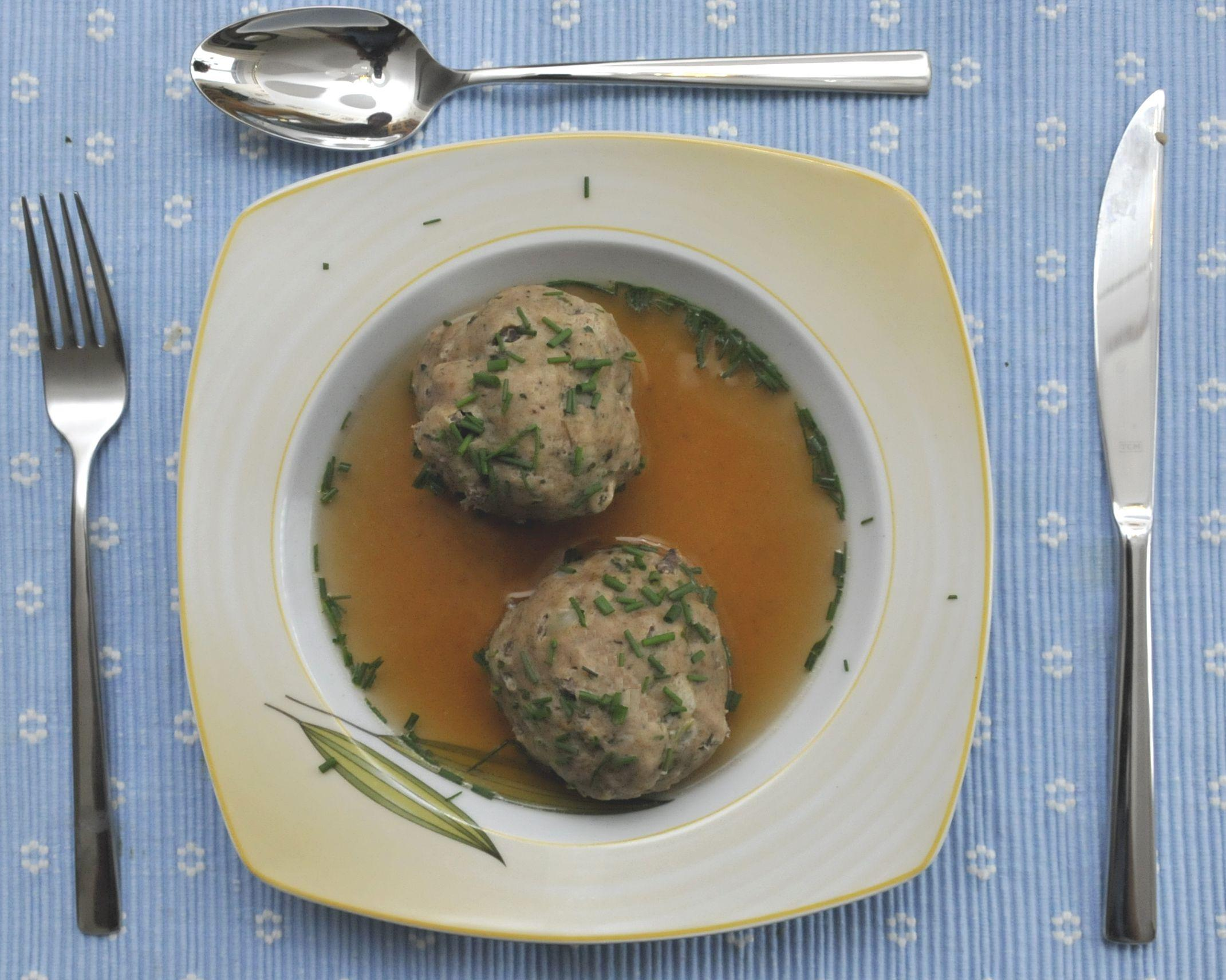
Polévka s játrovými knedlíčky

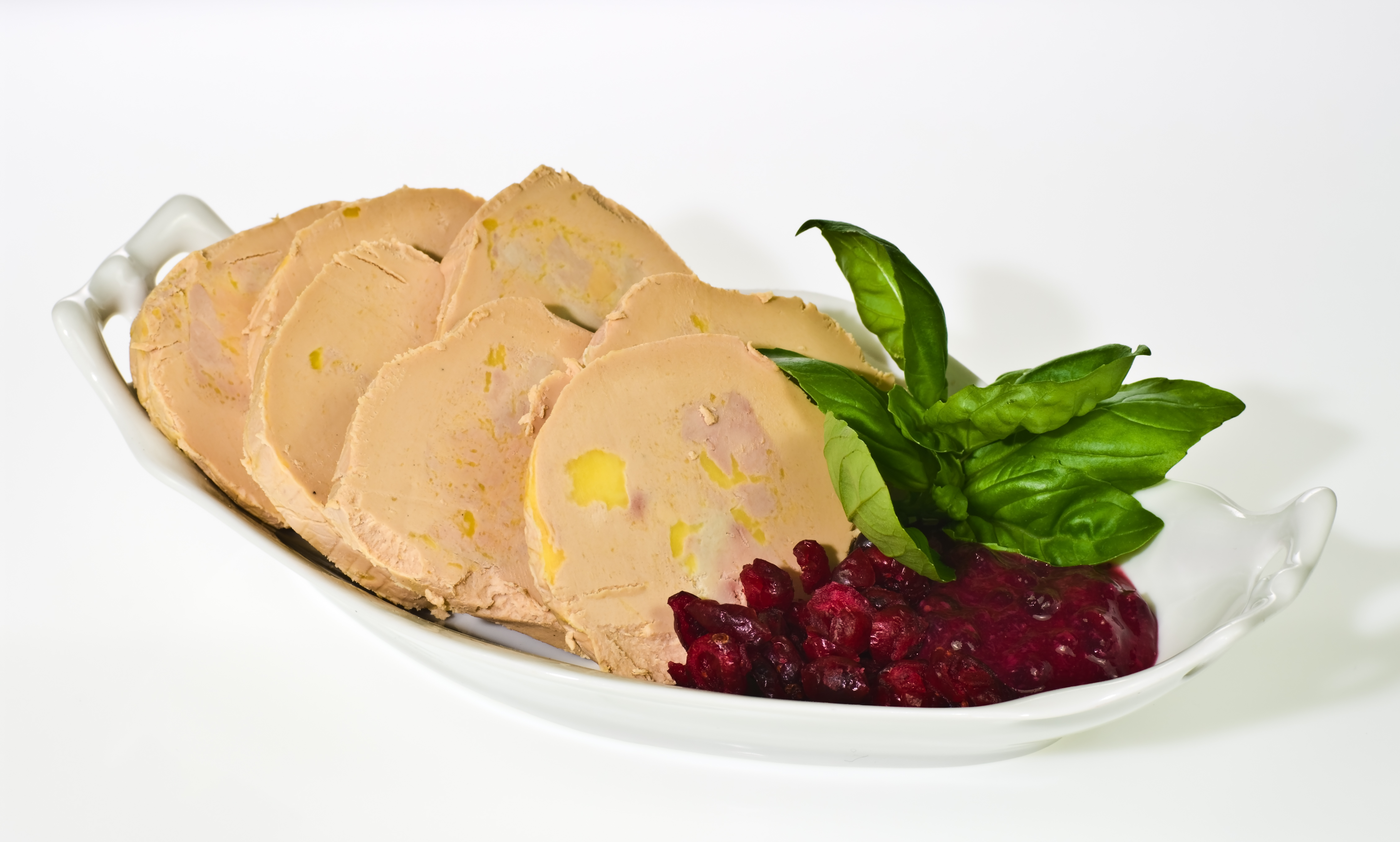
Foie gras

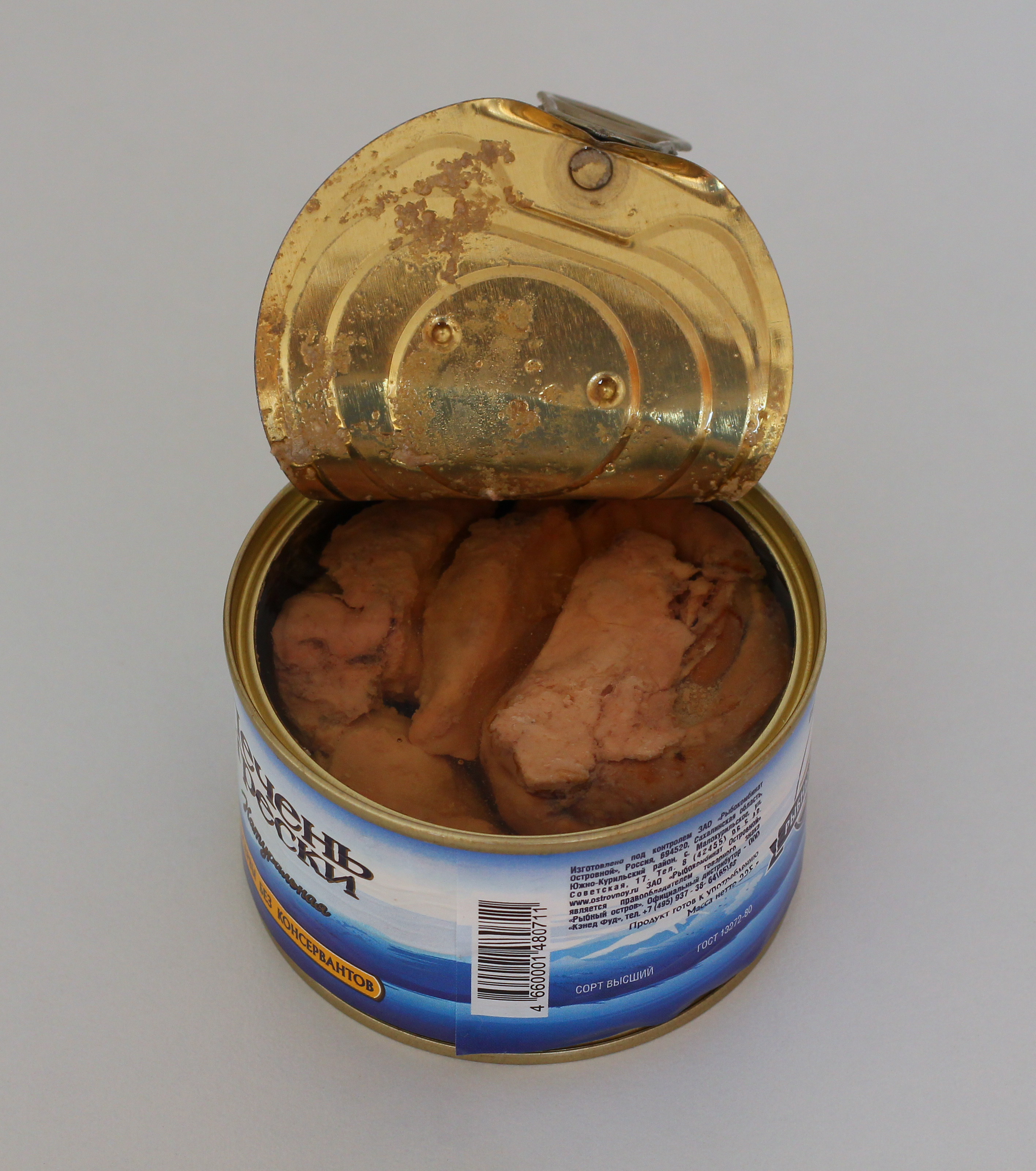
Plechovka tresčích jater

Játra mnoha druhů živočichů, především pak savců, ptáků a ryb, jsou lidmi běžně konzumována a v gastronomii mají celou řadu využití. Nejčastěji se konzumují játra vepřová, skopová, hovězí, kuřecí, husí a rybí.
Játra jsou bohatá na železo, měď, vitamíny skupiny B a vitamín A.

## Využití jater v gastronomii
Játra mají v gastronomii celou řadu využití, lze je péct, smažit (například s cibulí), vařit nebo i konzumovat syrová. Krom toho je lze přidávat do paštik, klobás nebo polévek (například ve formě játrové zavářky). Rybí játra (nejčastěji z tresek a rejnoků) se často podávají v plechovkách v oleji.

### Příklady pokrmů z jater z různých kuchyní
- Játrový knedlíček, malý knedlík z namletých jater, podávaný v polévce. Typický pro českou kuchyni i další středoevropské kuchyně.[2]
- Játrová omáčka, pokrm z kousků jater v cibulové omáčce, typický pro českou kuchyni.[3]
- Foie gras, ztučnělá játra vodních ptáků (hus nebo kachen), delikatesa typická pro francouzskou kuchyni.
- Kasbeh nayeh, tenké plátky syrových skopových jater, typický pokrm libanonské kuchyně.[4]
- Me'orav Yerushalmi, grilované kuřecí vnitřnosti včetně jater, typický pokrm izraelské kuchyně.[5]
- Haggis, kořeněná směs skopových vnitřností včetně jater, podávaná ve skopovém žaludku, pokrm typický pro skotskou kuchyni.
- Skilpadjies, kořeněná mletá skopová játra podávaná ve skopové břišní bláně, typický pokrm kuchyně Jihoafrické republiky.[6]

### Játra jakožto sváteční pokrmy
- Vepřová játra jsou typickým silvestrovským pokrmem havajských imigrantů z Okinawy.[7]
- V Pákistánu a v muslimských rodinách na severu Indie se na Svátek obětí (Íd al-adhá) játra tradičně jí jakožto první maso z poraženého zvířete.[8]

## Toxicita
Játra některých polárních živočichů, jako ledních medvědů, mrožů, tuleňů nebo psů husky, obsahují tolik vitamínu A, že jejich konzumace vede k otravě, která může být i smrtelná (odhaduje se, že pro člověka je smrtelná konzumace 500 gramů jater ledního medvěda). Ruský námořník Alexandr Konrad, který v roce 1912 doprovázel badatele Valeriana Albanova během arktické výpravy, psal o hrozných účincích konzumace jater ledního medvěda. Antarktičtí badatelé z výpravy Far Eastern Party v roce 1913, Douglas Mawson a Xavier Mertz, byli otráveni (přičemž Mertz zemřel) po konzumaci jater tažných psů (huskyů), ačkoliv příčina smrti byla zpochybněna.
Játra (ale i některé další orgány) čtverzubce obsahují smrtelnou dávku tetrodotoxinu. Čtverzubec je v japonské kuchyni znám jako fugu (河豚) a je považován za specialitu, nicméně při jeho přípravě je nutné dávat pozor, aby maso nebylo kontaminováno toxickými částmi ryby. Přesto játra čtverzubce v některých případech nemusí být toxická (záleží na druhu čtverzubce a na prostředí, ve kterém žije) a dříve byla považována za jeho nejchutnější část. Konzumace jater čtverzubce byla nicméně velmi riskantní a vedla k mnoha smrtelným otravám, což vedlo japonský stát v roce 1984 k úplnému zákazu podávaní jater čtverzubce.